# Síndrome de les cames inquietes
La síndrome de les cames neguitoses, malaltia de Willis-Ekbom o síndrome de les cames inquietes (RLS, de l'anglès restless legs syndrome) és un trastorn neurològic caracteritzat per sensacions desagradables a les cames i un impuls incontrolable de moure's quan s'està descansant, en un esforç per a alleujar aquestes sensacions. Les persones sovint descriuen les sensacions del RLS com cremants, com si alguna cosa se'ls gelés o els llisqués, o com si insectes grimpessin per l'interior de les seves cames. Aquestes sensacions, sovint anomenades parestèsies (sensacions anormals) o disestèsies (sensacions anormals desagradables), varien en gravetat de desagradables a irritants o molt doloroses.
L'aspecte més distintiu o poc usual del trastorn és que els símptomes són activats pel fet de ficar-se al llit i tractar de relaxar-se. Com a resultat, la majoria de les persones amb RLS tenen dificultat per a agafar i mantenir el son. Si no es tracta, el trastorn provoca esgotament i fatiga durant el dia. Moltes persones amb RLS informen que, a la seva feina, les seves relacions personals i les activitats diàries són molt afectades com a resultat del cansament. Sovint no es poden concentrar, tenen la memòria deteriorada, o fallen en el compliment de les seves tasques diàries.
Alguns investigadors estimen que el RLS afecta fins a uns 12 milions de ciutadans dels Estats Units d'Amèrica. No obstant això, uns altres consideren que és més freqüent perquè es creu que el RLS no es diagnostica prou i, en alguns casos, no es diagnostica correctament. Algunes persones amb RLS no busquen atenció mèdica pensant que no se'ls prendran seriosament, que els seus símptomes són molt lleus, o que el seu problema no es pot tractar. Alguns metges equivocadament atribuïxen els símptomes al nerviosisme, a l'insomni, a l'estrès, a l'artritis, a les enrampades musculars o a l'envelliment.
El RLS ocorre en ambdós sexes, però la seva incidència és major en les dones. Encara que la síndrome pot començar a qualsevol edat, incloent la infància, la majoria dels pacients greument afectats són d'edat mitjana o majors. A més, la gravetat del trastorn sembla augmentar amb l'edat. Els pacients majors pateixen els símptomes amb més freqüència i durant períodes més llargs. Té una prevalença entre la població general que oscil·la entre el 2 i el 15 per cent.
Més del 80 per cent de les persones amb RLS també pateixen una condició més comuna coneguda com a trastorn de moviment periòdic d'una extremitat (PLMD, de l'anglès periodic limb movement disorder) o síndrome de mioclònies nocturnes. El PLMD es caracteritza per moviments involuntaris bruscs dels membres, causats per sacsejades o estirades musculars sobtades que ocorren durant el son cada 20-40 segons, de vegades durant tota la nit. Els símptomes fan que el pacient es desperti repetidament i interrompen amb molta freqüència el son. A diferència del RLS, els moviments causats pel PLMD són involuntaris ja que les persones no els controlen. Encara que molts pacients amb RLS també desenvolupen el PLMD, la majoria de les persones amb PLMD no pateixen de RLS. Igual que el RLS, tampoc es coneix del tot la causa del PLMD.

## Símptomes
Les persones amb RLS senten sensacions incòmodes i rampes en les cames, especialment quan estan assegudes o ficades al llit, les quals estan acompanyades per un impuls irresistible de moure's. Aquestes sensacions generalment ocorren molt endins de la cama, entre el genoll i el turmell; ocorren amb menys freqüència en els peus, les cuixes, els braços i les mans. Encara que les sensacions succeïxen més sovint en ambdós costats, en determinats casos poden ocórrer solament en un costat del cos.
Ja que moure les cames (o les altres parts afectades del cos) alleuja la incomoditat, les persones amb RLS sovint mantenen les cames en moviment per a minimitzar o prevenir les sensacions. Poden anar i venir d'un costat a l'altre, moure constantment les cames mentre estan assegudes, o virar-se en el llit.
La majoria de les persones troben que els símptomes es noten menys durant el dia i són més pronunciats en la nit, sobretot al començament del son. En moltes persones, els símptomes desapareixen en la matinada, permetent un son més reparador a aquesta hora. Altres situacions que poden desencadenar la malaltia són: períodes d'inactivitat com viatges llargs en cotxe, estar assegut en el cinema, els vols de llarga distància, estar immobilitzat per un guix, patir una depressió o efectuar determinats exercicis per a relaxar-se.
Els símptomes del RLS varien d'una persona a una altra en gravetat i durada. En un cas de RLS lleu, els símptomes ocorren episòdicament, amb només una interrupció lleugera al començament del son i poca incomoditat. En els casos moderadament greus, els símptomes ocorren solament una o dues vegades a la setmana, però resulten en una demora significant en agafar el son, amb alguna interrupció en el funcionament durant les hores del dia. En els casos greus de RLS, els símptomes ocorren més de dues vegades a la setmana i resulten en una interrupció onerosa del son i en una deterioració del funcionament en les hores diürnes.
Els símptomes poden començar en qualsevol etapa de la vida, encara que el trastorn és més comú a mesura que hom té més anys. Ocasionalment, algunes persones tenen una millora espontània que dura per un període de setmanes o mesos. Encara que és rar, també pot ocórrer una millorança espontània que duri alguns anys. Si aquestes millorances ocorren, generalment succeïxen en les etapes primerenques del trastorn. Generalment, no obstant això, els símptomes empitjoren amb el temps. En alguns individus, el RLS pot debutar amb símptomes en el tronc. La síndrome del pit inquiet, tot i que no afecta les extremitats, és considerada com una rara variant fenotípica del RLS. Els seus trets clínics principals són insomni, dispnea i sensacions toràciques anòmales que augmenten durant la nit.
Les persones que tenen RLS i una malaltia associada tendeixen a desenvolupar més ràpid els símptomes més greus. Per contra, aquelles que el seu RLS no està relacionat amb cap altra afecció mèdica i que van desenvolupar la malaltia a una edat primerenca mostren una progressió molt lenta del trastorn i poden passar molts anys abans que els símptomes es manifestin regularment.

## Causes
En la majoria dels casos, es desconeix la causa de la síndrome (és idiopàtica). Existeix un historial familiar de la malaltia en aproximadament un 50 per cent dels casos, el que suggereix una forma genètica del trastorn. Les persones amb la forma hereditària de RLS tendeixen a ser més joves quan els símptomes comencen i tenen una progressió més lenta de la malaltia. Molt rarament, s'ha descrit l'aparició de RLS en individus amb corea d'origen hipoglucèmic o amb hiperparatiroïdisme.
En altres casos, el RLS sembla estar relacionat amb els següents factors, encara que no se sap del cert si o com intervenen en la fisiopatologia de la síndrome:
- Les persones amb nivells baixos de ferro o amb anèmia poden tenir una tendència a desenvolupar el RLS. Una vegada que s'hagin corregit els nivells de ferro o l'anèmia, els pacients poden aconseguir una disminució en els símptomes.[33] Aquest és el cas dels individus amb dèficit de ferro a causa de la malaltia de Rendu-Osler-Weber.[34]
- Determinades malalties cròniques com la insuficiència renal,[35] la diabetis,[36] la cirrosi hepàtica,[37] la malaltia inflamatòria intestinal,[38] la fibrosi pulmonar idiopàtica,[39] la malaltia pulmonar obstructiva crònica,[40] l'esclerosi múltiple,[41] el lupus eritematós sistèmic,[42] l'adrenoleucodistròfia lligada al cromosoma X,[43] la malaltia de Parkinson[44] i la neuropatia perifèrica[45] estan associades amb el RLS. Quan es tracta la malaltia principal sovint s'obté un alleugeriment dels símptomes del RLS.[46]
- Entre un 10 i un 34 per cent de les dones embarassades sofrexen de RLS,[47] especialment durant el seu últim trimestre de gestació[48] En la majoria d'aquestes dones, els símptomes generalment desapareixen a les 4 setmanes del part.[49] Les dones amb RLS d'inici anterior a l'embaràs i símptomatologia moderada o greu són proclius a desenvolupar una depressió perinatal.[50]
- Alguns medicaments —com els que s'utilitzen per a prevenir la nàusea (proclorperazina o metoclopramida),[51] les convulsions (fenitoïna[52] o droperidol), els antihistamínics (fexofenadina i similars),[53] els inhibidors selectius de la recaptació de serotonina (trazodona),[54] els antipsicòtics (asenapina,[55] ziprasidona,[56] olanzapina,[57] haloperidol o derivats de la fenotiazina),[58] i alguns medicaments per a la grip, les al·lèrgies o l'ansietat— poden desencadenar o agreujar el trastorn.[59]
- A vegades, el RLS es presenta amb intensitat variable com a part de la síndrome d'abstinència en casos d'addicció als opioides sintètics (dextropropoxifè)[60] o apareix com a conseqüència d'un infart de la protuberància anular.[61]

També s'ha descobert que la cafeïna, l'alcohol, i el tabac poden agreujar o provocar els símptomes en els pacients amb predisposició a desenvolupar el RLS. Alguns estudis han mostrat que una reducció o l'eliminació total de tals substàncies pot alleujar els símptomes, encara que no és clar si l'eliminació d'aquestes substàncies pot evitar que els símptomes del RLS ocorrin del tot.

## Diagnòstic
Actualment, no existeix una sola prova diagnòstica per al RLS. El trastorn es diagnostica clínicament avaluant l'historial del pacient i amb la pràctica d'una exploració física adequada. A pesar d'existir una descripció clara de les seves característiques clíniques, sovint la malaltia representa un problema diagnòstic. En 1995, el Grup Internacional d'Estudi sobre la Síndrome de les Cames Inquietes va identificar els quatre criteris bàsics per a diagnosticar el RLS: a) un desig de moure les extremitats, sovint associat amb parestèsies o disestèsies; b) símptomes que s'empitjoren o només estan presents durant el repòs o que s'alleugen parcialment o temporalment amb l'activitat; c) inquietud motriu, i d) empitjorament nocturn dels símptomes. L'any 2014, aquest mateix Grup Internacional d'Estudi va publicar una actualització raonada dels criteris diagnòstics, afegint la diagnosi diferencial de la síndrome com a novetat més destacable, amb el propòsit d'evitar possibles confusions entre el RLS i altres entitats nosològiques semblants. El Diagnostic and Statistical Manual of Mental Disorders, Fifth Edition (DSM-5) considera la síndrome de les cames inquietes com a una afecció diferent de les disomnies, especificant els requeriments de freqüència (al menys 3 vegades per setmana) i durada (al menys 3 mesos) que calen per establir el seu diagnòstic psiquiàtric.
Encara que al voltant del 80 per cent de les persones amb RLS també pateixen del PLMD, no és necessari tenir-lo per a un diagnòstic del RLS. En els casos més greus, els pacients poden experimentar discinèsia (moviments sense control, sovint continus) quan estan desperts, i alguns pacients tenen símptomes en un o en ambdós braços, com també en les seves cames. La majoria de les persones joves amb RLS tenen pertorbacions del son, sobretot insomni, degudes en gran part per la incomoditat i el dolor musculoesquelètic en les extremitats. El resultat és molta son i fatiga excessiva durant el dia.
A pesar d'aquests esforços per a establir criteris estàndards, és difícil fer un diagnòstic clínic de RLS. Els metges han de confiar en gran part de la descripció del pacient dels seus símptomes i la informació del seu historial mèdic incloent problemes mèdics passats, historial familiar i medicaments actuals. Es pot preguntar als pacients sobre la freqüència, durada i intensitat dels símptomes així com la seva tendència a patrons de dormir diürns i somnolència, pertorbació del son o el seu funcionament durant el dia. Si l'anamnesi suggereix un diagnòstic de RLS, cal fer proves de laboratori per a eliminar altres possibles malalties i confirmar aquesta diagnosi. S'han de realitzar exàmens de sang per a excloure l'anèmia, l'emmagatzematge reduït del ferro, la diabetis i la disfunció renal. També es poden recomanar una electromiografia i estudis de conducció nerviosa per a amidar l'activitat elèctrica en els músculs i els nervis i es pot utilitzar una ultrasonografia Doppler per a avaluar l'activitat muscular en les cames. Aquestes proves poden documentar qualsevol dany col·lateral o malaltia en els nervis i les arrels dels nervis (com la neuropatia perifèrica i la radiculopatia lumbosacra) o altres trastorns del moviment relacionats amb les cames. Els resultats negatius d'aquestes proves poden indicar que el diagnòstic és de RLS. En alguns casos, es realitzen estudis del son com una polisomnografia (una prova que registra les ones cerebrals, el ritme cardíac i la respiració del pacient durant tota una nit) per a identificar o descartar la presència concomitant de PLMD o d'apnea del son.

### Infància
El diagnòstic és especialment difícil en la mainada perquè el metge depèn en gran manera en l'explicació del pacient dels seus símptomes i, donat la naturalesa dels símptomes del RLS, un nen pot tenir dificultat per a descriure'ls. De vegades es diagnostica incorrectament la síndrome com «dolors de creixement» o trastorn per dèficit d'atenció amb hiperactivitat.

## Tractament
Encara que el moviment produeix alleujament als pacients amb RLS, generalment és només temporal. No obstant això, el RLS es pot controlar si es troba una altra possible afecció que contribueixi a la síndrome. Sovint, en tractar la condició mèdica associada, com la neuropatia perifèrica o la diabetis, s'alleugen molts dels símptomes. En els pacients amb RLS idiopàtic d'inici precoç, el tractament es dirigeix a l'atenuació de les manifestacions de la malaltia.

### Mesures no farmacològiques
Per a aquells amb símptomes lleus a moderats, la prevenció és la clau, i molts metges suggereixen canvis en l'estil de vida i les activitats que es realitzen per a reduir o eliminar aquesta símptomatologia. Una disminució en l'ús de cafeïna, alcohol i tabac pot proporcionar algun alleujament. Els metges poden indicar que algunes persones prenguin suplements per a corregir deficiències de ferro, folat, magnesi, vitamina D i vitamina B₆. Els estudis també han demostrat que si es manté un patró regular de dormir, es poden reduir els símptomes. Algunes persones, en adonar-se que els símptomes del RLS són menors en les primeres hores del matí, canvien els seus hàbits nocturns. Unes altres han trobat que una rutina d'exercici moderat els ajuda a dormir millor mentre que altres pacients reporten que l'exercici excessiu els agreuja els símptomes del RLS. Prendre un bany calent, prendre càpsules d'extret concentrat de pericó, fer-se massatges en les cames, aplicar-se una bossa calenta o gel i l'electroestimulació muscular pot reduir les manifestacions de la malaltia en alguns pacients. Encara que molts pacients senten alleugeriment amb aquestes mesures, aquests esforços rares vegades eliminen els símptomes completament.

### Fàrmacs utilitzats
Els agents dopaminèrgics, usats primordialment per a tractar la malaltia de Parkinson, redueixen els símptomes del RLS i del PLMD i es consideren el tractament inicial de preferència. S'han obtingut bons resultats amb el tractament a curt termini usant levodopa amb carbidopa (Sinemet), encara que la majoria dels pacients eventualment desenvolupen un «fenomen d'acreixement», que vol dir que els símptomes es redueixen a la nit però comencen més d'hora en el dia que anteriorment. Els agonistes de la dopamina com el pramipexole (EFG, Mirapexin) i el ropinirole (EFG, Requip), poden ser eficaços en alguns pacients i hi ha menys probabilitat que causin l'acreixement.
Als pacients amb símptomes lleus o intermitents se'ls pot receptar
```
benzodiacepines
, depressors del sistema nerviós central, com el 
clonazepam
 (Rivotril)
[
93
]
 i el 
diazepam
 (EFG, Valium). Aquests fàrmacs ajuden que els pacients tinguin un son més reparador,
[
94
]
 però no alleugen per complet els símptomes del RLS i poden causar són durant el dia. Com que aquests depressors en alguns casos també poden induir o agreujar l'
apnea del son
, no han de ser usats per persones amb aquest problema.
[
95
]
```

Per a símptomes més greus, es poden receptar opiacis, de baixa potència com la codeïna (Codeisan) o el tramadol (EFG); i en cas de no resposta els d'alta potència com la metadona (Metasedin) o la oxicodona (Oxycontin, Oxynorm, Targin) per la seva habilitat per a estimular la relaxació i disminuir el dolor. Els efectes secundaris inclouen el mareig, les nàusees, el vòmit i el risc de l'addicció.
Els antiepilèptics com la carbamazepina (EFG, Tegretol), la gabapentina (EFG, Neurontin) i la pregabalina (EFG, Lyrica) també són útils per a alguns pacients, ja que disminueixen els trastorns sensitius (les sensacions de pessigolleig o d'alguna cosa lliscant). Entre alguns dels efectes secundaris possibles hi ha el mareig, la cansament i la somnolència.
No hi ha un sol medicament que sigui eficaç per a totes les persones amb RLS. El que pot ajudar a una persona pot en realitat empitjorar els símptomes d'una altra. A més, els medicaments que es prenen regularment poden perdre el seu efecte, de manera que serà necessari canviar-los periòdicament.

## Pronòstic
Generalment el RLS és una malaltia que dura tota la vida i que no té cura. Els símptomes poden empitjorar gradualment amb l'edat, encara que més lentament per a aquells amb la forma idiopàtica del RLS que per als pacients que també sofreixen d'alguna afecció mèdica associada. No obstant això, les teràpies actuals poden controlar el trastorn, disminuint els símptomes i augmentant els períodes de son reparador. A més, alguns pacients tenen remissions -períodes durant els quals els símptomes de la síndrome disminuïxen o desapareixen per dies, setmanes o mesos-, encara que generalment reapareixen. Un diagnòstic de RLS no significa el començament d'una altra malaltia neurològica.